# 上野中也
上野 中也（うわの ちゅうや、1999年3月22日 - ）は、青森県八戸市出身のプロサッカー選手。ポジションは左サイドバック。Vantaan Jalkapalloseura所属。

## 所属
- 2021-2022 グバルディアコシャリン（ポーランドⅢリーガ）
- 2022 エスポー・パロセウラ（フィンランド・カッコネン）
- 2023 タンペレユナイテッド（フィンランド・カッコネン）
- 2023 Vantaan Jalkapalloseura（フィンランド）